# Robert Walden
Robert Walden (New York, 25 september 1943), geboren als Robert Walkowitz, is een Amerikaans acteur, filmregisseur en scenarioschrijver.

## Biografie
Walden is naast acteur ook leraar in acteren aan de The New School of Drama, een onderdeel van de New York-universiteit.

## Filmografie

### Films
Uitgezonderd korte films.
- 2020 Surviving in L.A. – als Walter
- 2010 Trooper – als va dokter
- 2007 Mattie Fresno and the Holoflux Universe – als dr. Kubelkoff
- 2005 Whiskey School – als Alex Cananaugh
- 2005 Time of Fear – als sheriff Joe Calabro
- 2001 The Fluffer – als Herman Lasky
- 1999 Desert Thunder – als generaal Tom Brockton
- 1999 Kiss of a Stranger – als Stephen Block
- 1998 Heist – als politierechercheur
- 1997 In Dark Places – als Diller
- 1994 Radioland Murders – als Tommy
- 1987 Perry Mason: The Case of the Lost Love – als Robert Lane
- 1983 Memorial Day– als Gibbs
- 1980 Enola Guy: The Men, the Mission, the Atomic Bomb – als J. Robert Oppenheimer
- 1978 Blue Sunshine – als David Blume
- 1977 Capricorn One – als Elliot Whitter
- 1977 The Hostage Heart – als Brian O'Donnell
- 1977 Audrey Rose – als Brice Mack
- 1976 All the President's Men – als Donald Segretti
- 1975 The Kansas City Massacre – als Adam Richette
- 1974 Panic on the 5:22 – als Eddie Chiaro
- 1974 The Great Ice Rip-Off – als Checker
- 1974 Jerry – als Jerry Edwards
- 1974 Larry – als Tom Corman
- 1974 Our Time – als Frank
- 1973 Shirts/Skins – als Dick Dublin
- 1973 Maxie – als Finn
- 1972 Rage – als dr. Tom Janeway
- 1972 Everything You Always Wanted to Know About Sex* (*But Were Afraid to Ask) – als sperma
- 1972 Bobby Jo and the Good Time Band – als Augie
- 1971 The Hospital – als dr. Brubaker
- 1970 The Out of Towners – als Looter
- 1970 Bloody Mama – als Fred Barker
- 1970 A Run for the Money – als Murdock
- 1970 The Sidelong Glances of a Pigeon Kicker – als Winslow Smith

### Televisieseries
Uitgezonderd eenmalige gastrollen.
- 2023 Love & Death - als dr. Irving Stone - 2 afl.
- 2011 – 2013 Happily Divorced – als Glen Newman – 34 afl.
- 1995 – 1996 Melrose Place – als Norman – 2 afl.
- 1984 – 1989 Brothers – als Joe Waters – 115 afl.
- 1989 Father Dowling Mysteries – als Vincent Tillman – 2 afl.
- 1977 – 1982 Lou Grant – als Joe Rossi – 114 afl.
- 1974 – 1975 Medical Center – als dr. Corelli – 3 afl.
- 1972 – 1973 The Bold Ones: The New Doctors – als Dr. Martin Cohen – 15 afl.

### Filmregisseur
- 1995 Silk Stalkings – televisieserie – 1 afl.
- 1987 – 1989 Brothers – televisieserie – 3 afl.

### Scenarioschrijver
- 1985 – 1989 Brothers – televisieserie – 2 afl.
- 1988 The New Twilight Zone – televisieserie – 1 afl.
- 1987 Who's the Boss? – televisieserie – 1 afl.

- Biblioteca Nacional de España: XX1507062
- International Standard Name Identifier: 0000 0000 7824 6490
- Library of Congress Control Number: no2003004713
- SNAC: w6z168f8
- Virtual International Authority File: 34137266
- WorldCat: E39PBJhGW9QqtCQPqDFMjrDg8C